# Cap Ferret
Cap Ferret is een kaap op het schiereiland dat de scheiding vormt tussen het Bassin d'Arcachon en de Atlantische Oceaan. Het schiereiland ligt in het departement Gironde in Aquitanië (zuidwesten van Frankrijk). De kaap is voornamelijk bekend vanwege zijn vuurtoren.
De vuurtoren van Cap Ferret werd in 1839 gebouwd en is tijdens de Duitse bezetting in 1944 vernield. Op 7 augustus 1949 werd de nieuwe vuurtoren ingewijd; de vuurtoren is 52 meter hoog en is vanaf een afstand van 50 kilometer zichtbaar.

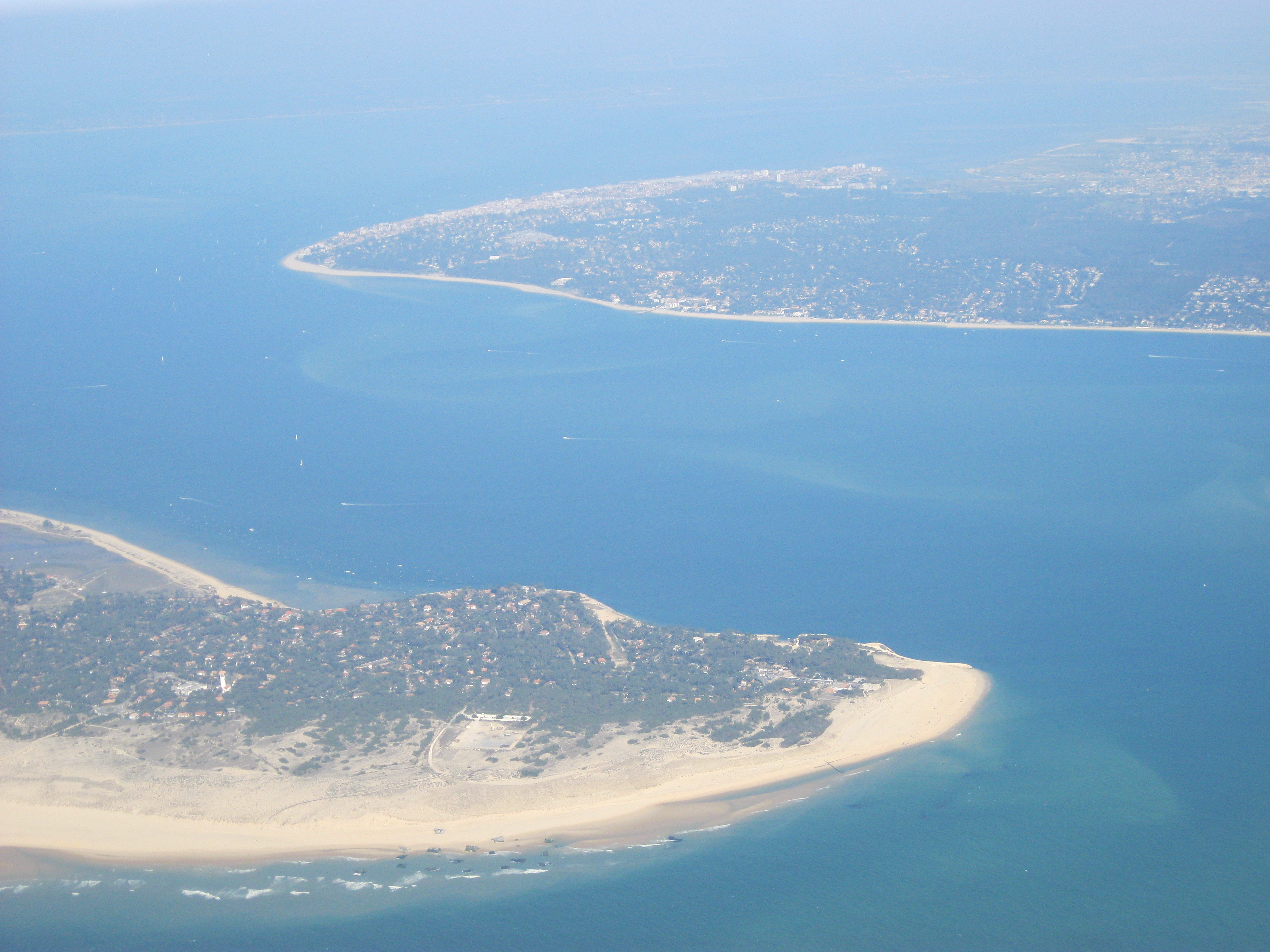
Cap Ferret